# Découpe vinyle
 (janvier 2019).
Si vous disposez d'ouvrages ou d'articles de référence ou si vous connaissez des sites web de qualité traitant du thème abordé ici, merci de compléter l'article en donnant les références utiles à sa vérifiabilité et en les liant à la section « Notes et références ».

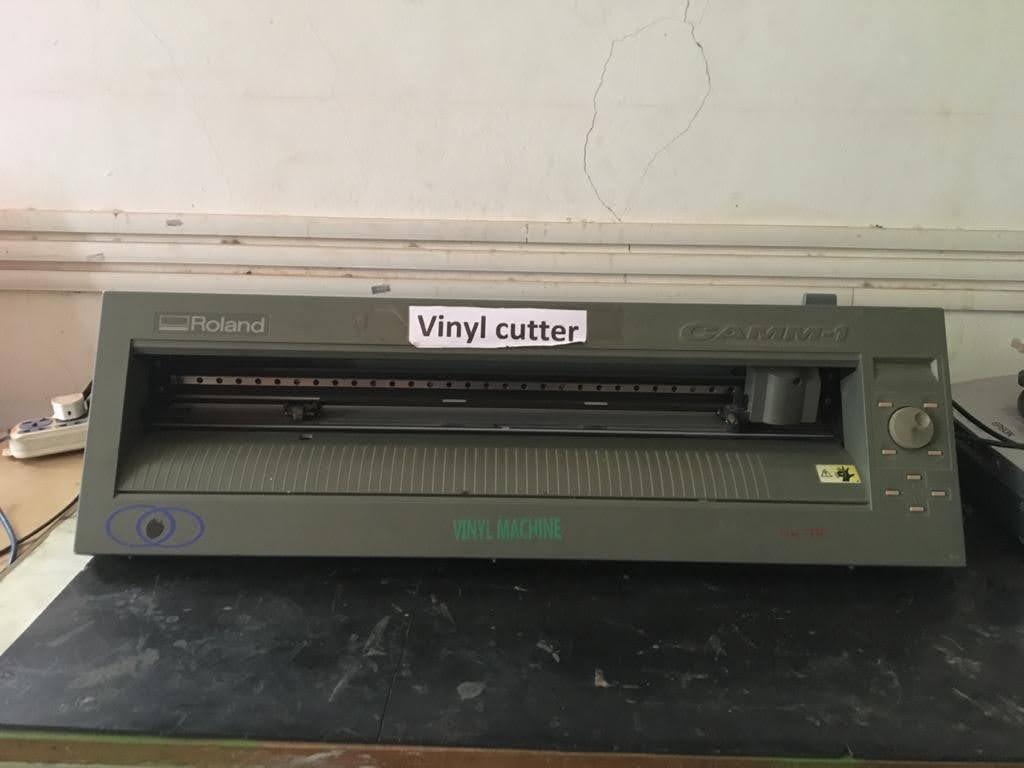

Un découpe vinyle est une machine, contrôlée par ordinateur, qui découpe différentes formes et lettres dans de fines feuilles plastifiées autocollantes (les vinyles), selon une image vectorielle du résultat attendu. Les plus petits découpes vinyles rappellent les imprimantes de bureau.

## Principe
Le découpe vinyle est muni d'une fine lame permettant une découpe précise. La lame se déplace de droite à gauche tandis que le vinyle glisse sous la lame. Ce déplacement selon les deux axes d'un plan, ainsi que le pivotement libre de la lame pour rester dans l'axe de découpe, autorisent toutes les découpes possibles. L'image est alors découpée à partir de la matière du support (feuille, vinyle). Il est possible de conserver la découpe de l'image, ou inversement le contour de l'image, notamment pour créer des pochoirs.
La limite d'un découpe vinyle est la gestion de la couleur : pour des projets polychromes, il faut procéder par couches superposées de couleurs différentes. Certains projets complexes nécessitent également une gestion des ponts afin d'éviter d'isoler des bouts de pochoirs ; selon les œuvres et les artistes, les marques de ponts sont conservées ou masquées grâce aux pochoirs suivants ou en finition.
Malgré une gestion des couleurs subtile, le vinyle est largement utilisé car les résultats sont très durables (résistance à la décoloration, vinyles de qualité). Le vinyle vient avec une large palette de couleurs et matériaux.

## Utilisation
Cet appareil est aussi utilisé pour découper des stickers, des logos ou d'autres symboles qui peuvent se coller ensuite sur n'importe quel support.
Les découpes vinyles les plus grands permettent de découper des bannières ou des panneaux.